# Antoine Courtens
Antoine Marcel Max Marie Armand Courtens (Sint-Joost-ten-Node, 13 mei 1899 – Brussel, 21 juni 1969) was een Belgisch architect wiens werk voornamelijk in het teken stond van art deco, modernisme en landelijk traditionalisme. Verschillende van zijn gebouwen genieten erfgoedbescherming.

## Leven

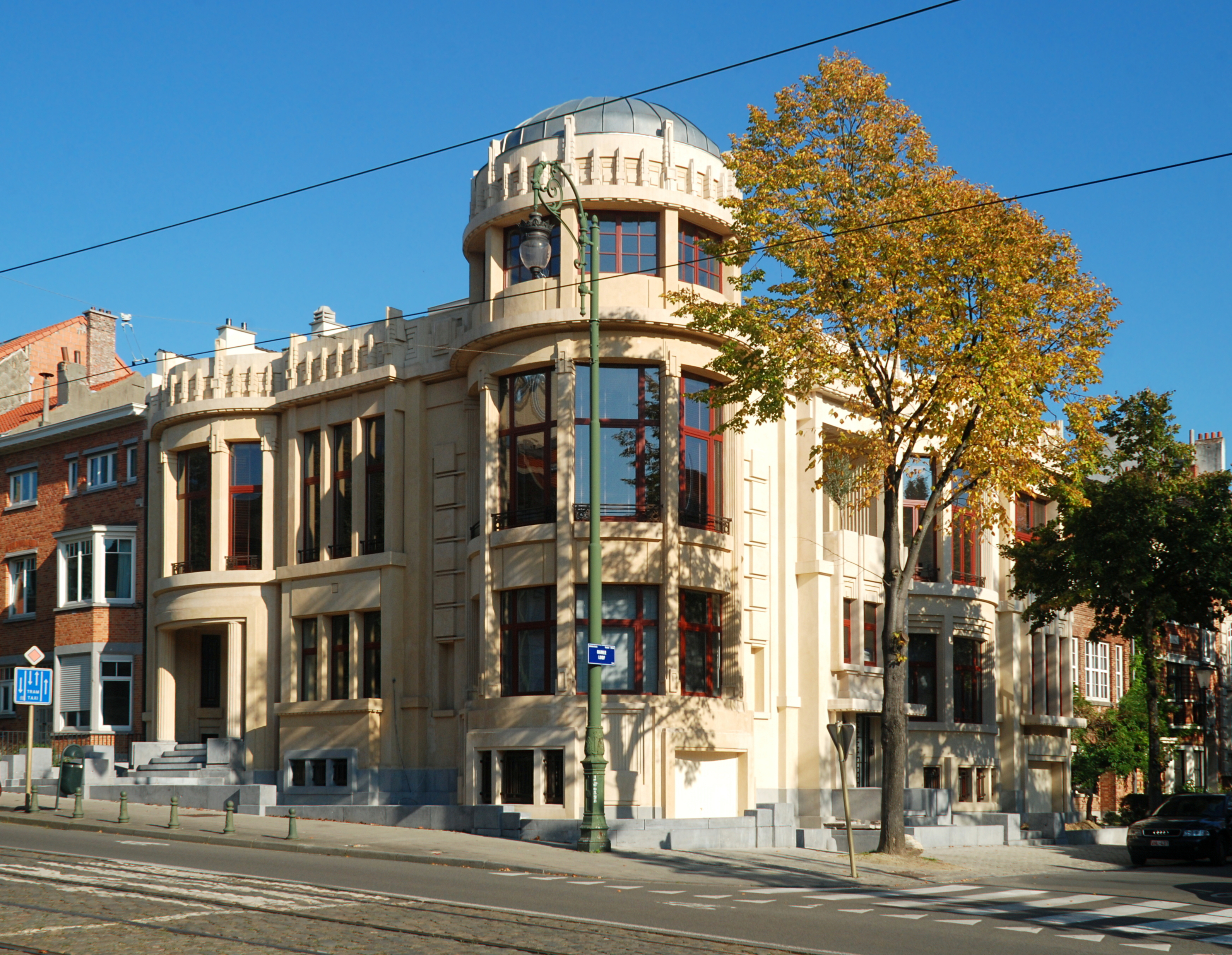
Hôtel Haerens

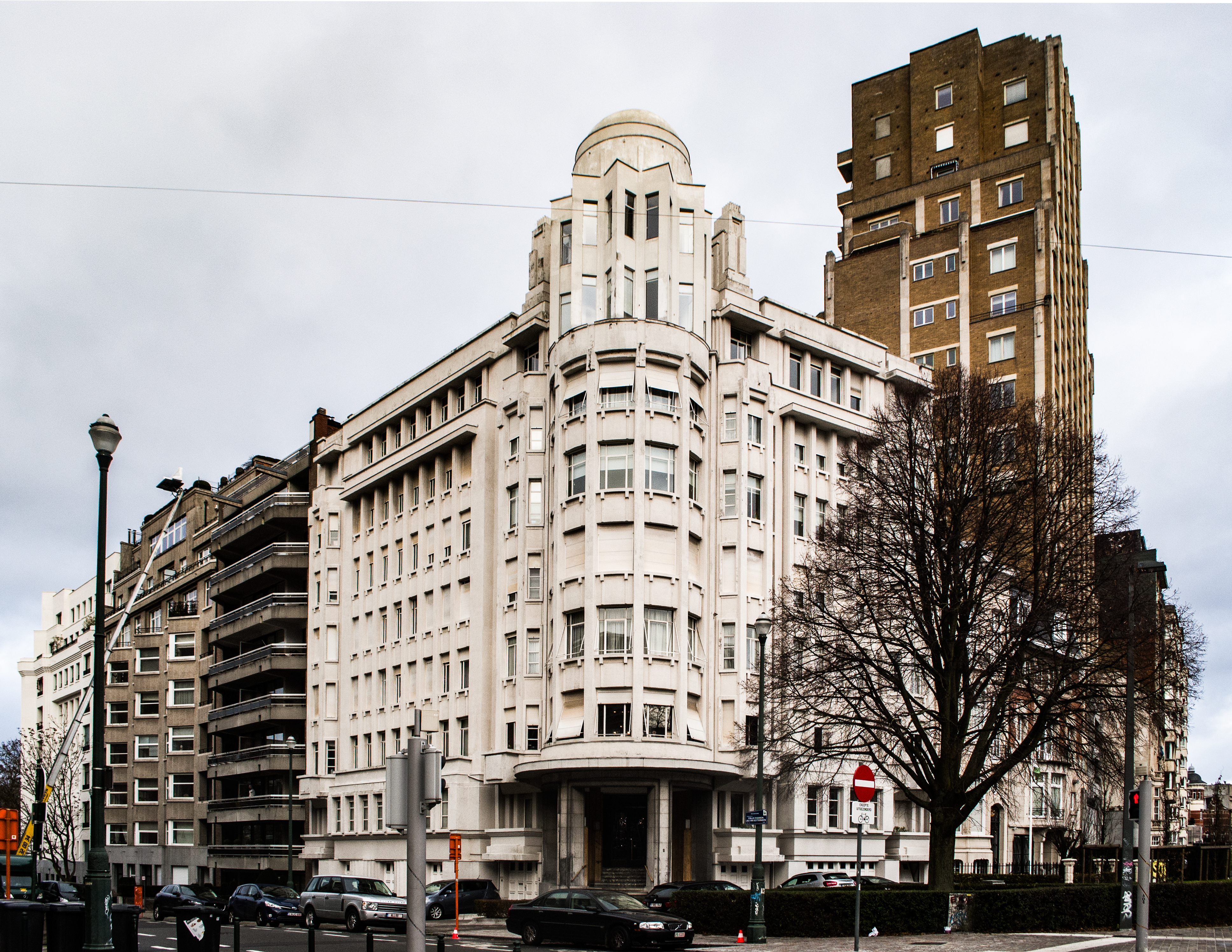
Palais de la Folle Chanson

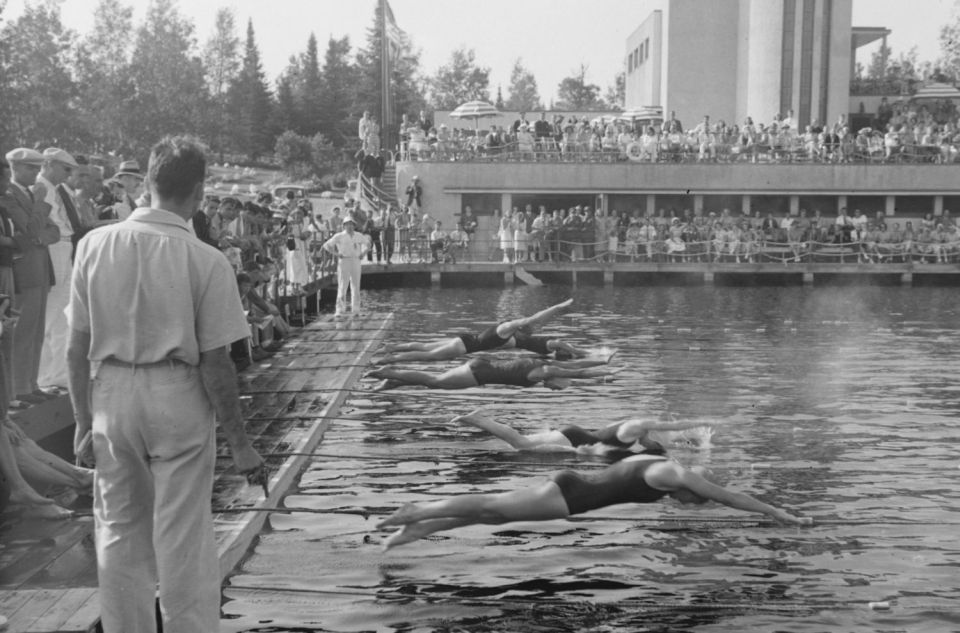
Zwembad van Domaine de l'Estérel

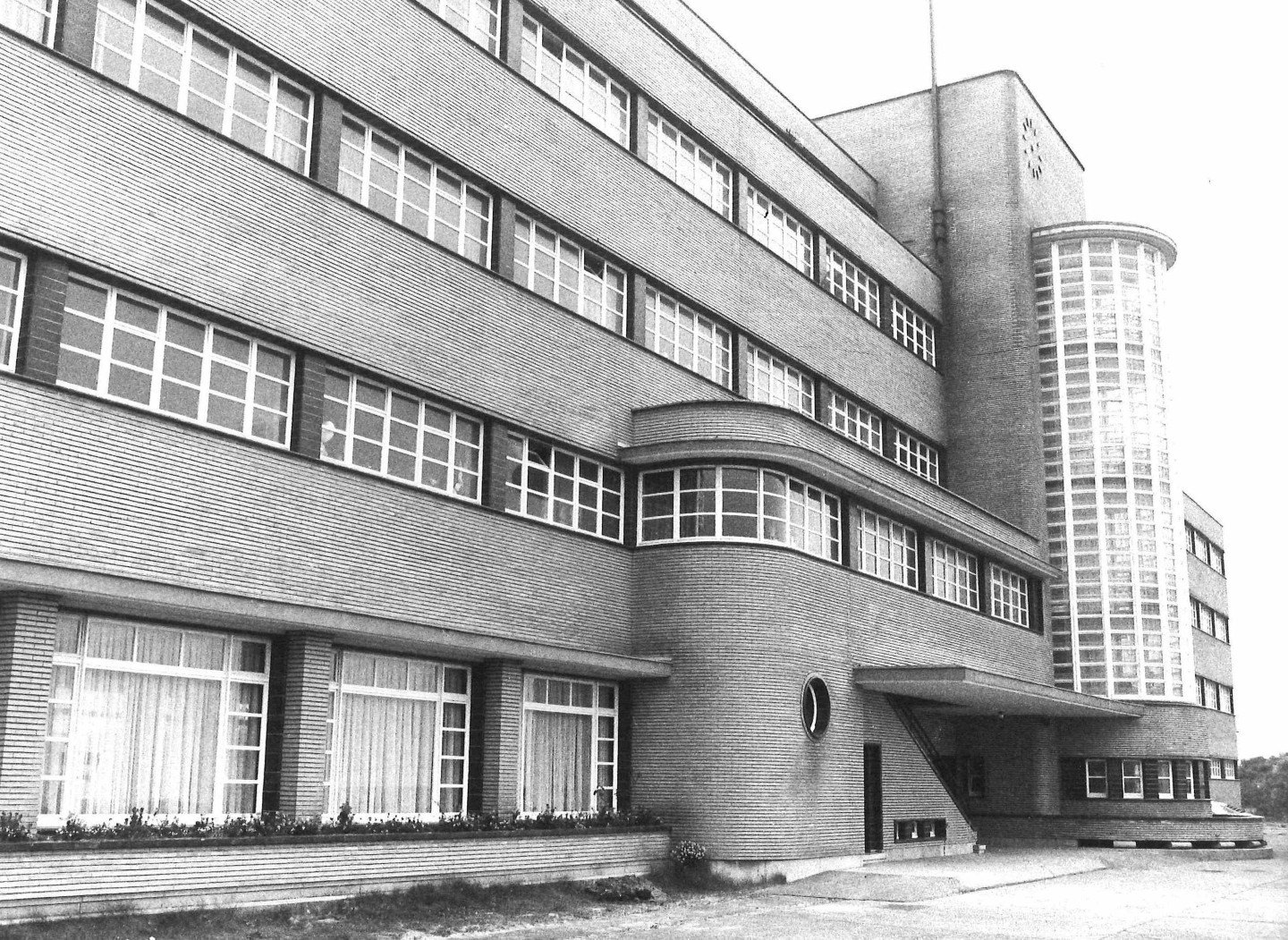
Home Oostduinkerke

Als jongste kind van de schilder Franz Courtens werd Antoine geboren in een artistieke familie. Hij studeerde architectuur aan de Sint-Lucasschool in Schaarbeek (1916-1920) en aan het Nationaal Hoger Instituut voor Schone Kunsten van Antwerpen (1920-1924). Daar kreeg hij les van Victor Horta. Dankzij het behalen van de Prix de Rome en de Godecharleprijs kon hij met een beurs naar het buitenland. In dienst van Horta volgde hij in Parijs de werf op van het Belgische paviljoen voor de Wereldtentoonstelling van 1925, waar hij de woordenschat van de art deco vanop de eerste rij absorbeerde. Daarna deed hij stages bij de interieurontwerpers Mercier Frères in Parijs (1925) en bij de architect Tony Garnier in Lyon (1926). Ook werkte hij korte tijd bij Hammerschmidt in Düsseldorf (1927).
Courtens vestigde zich als architect in Brussel. Na enkele winkelinrichtingen kreeg hij algauw belangrijke opdrachten. Voor Robert Haerens, ingenieur bij de groep Empain, ontwierp hij in 1928 het Hôtel Haerens in Ukkel. Datzelfde jaar tekende hij ook het Palais de la Folle Chanson in Elsene. Telkens ging het om rijk gedecoreerde art-decogebouwen, met bijzonder siersmeedwerk. Het werd uitgevoerd door de Ateliers de Ferronnerie d'Art Waroquet in Eigenbrakel, waarvan hij artistiek directeur was. Vaak stond hij ook in voor het interieur, het meubilair, de verlichting en zelfs de tapijten. Een ander aspect van zijn werk in de jaren 1930 waren de architecturale omgevingen die hij creëerde voor standbeelden van zijn broer Alfred Courtens.
De architect verwierf het vertrouwen van de industrieel Louis Empain en ging exclusief voor de groep Empain werken. Vanaf 1936 ontwierp hij het Domaine de l'Estérel aan het Lac Masson in Québec, een grootschalig project waarvoor hij gedurende enkele jaren halftijds in Canada verbleef. Hij kon er grote hotels, winkel- en sportcentra bouwen die aansloten bij zijn modernistische neiging, al was hij altijd flexibel genoeg om rekening te houden met meer klassieke wensen van zijn opdrachtgevers. Zo omvatte l'Estérel ook blokhutten en cottages. Hoewel het domein erfgoedbescherming genoot in Canada, werd het in 2022 gesloopt door een malafide vastgoedontwikkelaar.
In 1939 had Courtens zijn werk aan L'Estérel moeten afbreken omdat de Canadese eigendommen van Empain onder sekwester werden geplaatst. Na de oorlog nam hij weer andere opdrachten aan. Voor het gemeentehuis van Vlezenbeek (1945-1952) hanteerde hij een "Brabantse" landelijk-traditionele stijl. Daarentegen was de hotelschool COOVI in Anderlecht, in samenwerking met de Michel, André en Jean Polak (1948-1956), een toonbeeld van functionalisme in de trant van Frank Lloyd Wright. Vanaf 1951 kwam zijn zoon Michel Courtens in de studio. Voor de groep Empain bouwden ze tuinwijken in Marcinelle, Marseille en Frascati.
Hierna ondernam Courtens vanwege gezondheidsproblemen geen grote projecten meer. Hij bouwde zijn activiteiten af en stopte in 1968 helemaal met werken. Het volgende jaar overleed hij.

## Realisaties
- 1926: Café Tanganyika, Kiekenmarkt, Brussel (met Léon Govaerts)[4]
- 1928: Hôtel Haerens, Ukkel
- 1928: huis van Joseph Moulait, H. Limbourglaan, Anderlecht
- 1928: Palais de la Folle Chanson, Elsene
- 1929: villa, Gistelse Steenweg 712, Brugge
- 1930: Monument voor generaal Jacques, Diksmuide
- 1930: hoofdkantoor Électrorail, Verenigingsstraat 57-59-61, Brussel
- 1931: bogenbrug Drie Gapers en Ruiterstandbeeld van Koning Leopold II, Oostende
- 1931: stelplaats voor de buurtspoorwegen, Oostende
- 1932: huis van dokter Spies, Nestor Plissartlaan, Sint-Pieters-Woluwe
- 1935: gevel Gesùkerk, Schaarbeek
- 1936: Domaine de l'Estérel, Québec
- 1939: Home Pro Juventute Air et Soleil, Strandjutterslaan 10, Oostduinkerke
- 1945: gemeentehuis van Vlezenbeek
- 1949: eigen woning Les Grès Verts, Brassinelaan, Sint-Genesius-Rode
- 1951: postgebouw, Léopoldville
- 1951: postgebouw, Goma
- 1952: Onze-Lieve-Vrouw van Gerechtigheidklooster, Sint-Genesius-Rode
- 1955: tuinwijk, Marcinelle
- 1958: tuinwijk, Marseille
- 1959: tuinwijk, Frascati
- 1960: retraitehuis Onze-Lieve-Vrouw van Gerechtigheidklooster, Sint-Genesius-Rode

## Voetnoten
1. ↑  Centre commercial du Domaine-de-l'Estérel, Répertoire du patrimoine culturel du Québec (bezocht 24 juni 2025)
2. ↑  Un bâtiment classé, œuvre du belge Antoine Courtens, commandé par Louis Empain, démoli au Canada, RTBF, 21 september 2022
3. ↑  Gemeentehuis van Vlezenbeek, Inventaris van het bouwkundig erfgoed (bezocht 23 juni 2025)
4. ↑  The Art Deco disciple under Victor Horta's wing, The Brussels Times, 12 augustus 2025

- Gemeinsame Normdatei: 124863302
- International Standard Name Identifier: 0000 0000 6680 2808
- Library of Congress Control Number: nr2003004791
- Nederlandse Thesaurus van Auteursnamen: 252257464
- Système universitaire de documentation: 070264031
- Union List of Artist Names: 500118142
- Virtual International Authority File: 10790584
- WorldCat: E39PBJvHcXwHxJBQ7vvvRyM773